# José Joaquín Calvo
José Joaquín Calvo López fue un militar mexicano. Nació en La Habana, Cuba, el 16 de enero de 1798. Sus padres fueron Tomás del Calvo Sanfelises, originario del pueblo de San Román, en el señorío de Vizcaya, España, y se desempeñaba como capitán de correos; en tanto que su madres, Clara López González, era natural del pueblo de Las Vegas, en el extremo sur de la actual provincia de La Habana. Sus abuelos por línea paterna fueron Francisco del Calvo y Josefa Sanfelises; mientras que por línea materna fueron Diego López y Teresa González. Su padrino de bautismo fue Joaquín Stelires, teniente de correos. Ingresó a la milicia española en 1812, a la edad de 14 años, y para 1818 ya contaba con el grado de subteniente. En ese año arribó a México bajo las órdenes del virrey Juan Ruiz de Apodaca, justo cuando ocurría la lucha por la Independencia de México. Combatió a los insurgentes en Veracruz y en Michoacán, hasta que en 1821 decide unirse a la causa independentista, y entra en la Ciudad de México con el Ejército Trigarante el 27 de septiembre de 1821. Sirvió en las plazas de Morelos, Jalisco, Estado de México, Sonora y Sinaloa, hasta alcanzar el grado de general de brigada. De 1822 a 1824 fue nombrado Jefe político y militar de Querétaro, equivalente a gobernador. Durante la Revuelta de Querétaro el 12 de diciembre de 1823 mientras era comandante de la plaza, fue arrestado por el 8º Regimiento con sede en Santiago de Querétaro, mismo que realizó un motín militar acaudillado por un sargento español y un andaluz de Cádiz. En 1828 compró la Hacienda de Salaices en Chihuahua, donde estableció un sistema de riego para tierras de cultivo y pastizales que le dieron fama como notable ganadero.  El 18 de septiembre de 1834 asumió el cargo de gobernador de Chihuahua y Nuevo México. Falleció el 28 de febrero de 1838, a la edad de 41 años.

### Aportaciones a la educación de Chihuahua
Al asumir el cargo como gobernador constitucional del estado de Chihuahua, José Joaquín Calvo López decidió donar su sueldo de 3 mil 500 pesos anuales para promover la educación en la entidad. Con esos recursos fue posible que trajera de Francia a Juan José Capoulade, Bernardo Guignour y Guillermo Roussy, personajes que impulsaron la educación de primeras letras en la ciudad de Chihuahua en esa época. Estos personajes vinieron a reforzar la visión educativa de Antonio Cipriano Yrigoyen, para apuntalar el inicio de una institución de educación superior en la capital del estado. 
El corolario de la gestión del gobernador Calvo fue precisamente la inauguración del Instituto Literario de Chihuahua, celebrada el 19 de marzo de 1835, en el edificio que fue casa habitación del C. Mariano Horcasitas y que actualmente corresponde a la esquina de las calles Victoria y Cuarta de la Ciudad de Chihuahua.